# Alice n' Chains Demo 1
Alice n' Chains Demo 1 é o primeiro registro de canções da banda de glam rock, Alice n' Chains. Gravado em 1986 no London Bridge Studios e produzido por Timothy Branom.

## Faixas
1. "Lip Lock Rock"
2. "Fat Girls"
3. "Over The Edge"

## Créditos

### Banda
- Layne Staley - vocal
- Nick Pollock - guitarra
- Johnny Bacolas - baixo
- James Bergstrom - bateria

### Técnicos de Produção
- Produtores: Timothy Branom e Alice n' Chains
- Engenharia de som: Peter Barnes

### Instalações
- Gravado no London Bridge Studios
- Mixado no Triad Studios